# Де-Сото (парафія)
Шаблон:StateAbbr_ 32°04′ пн. ш. 93°44′ зх. д. / 32.06° пн. ш. 93.74° зх. д.
Округ  Де-Сото (англ. De Soto Parish) — округ (парафія) у штаті  Луїзіана, США. Ідентифікатор округу 22031.

## Історія
Парафія утворена 1843 року.

## Демографія
За даними перепису 
2000 року 
загальне населення округу становило 25494 осіб, зокрема міського населення було 6768, а сільського — 18726.
Серед мешканців округу чоловіків було 12133, а жінок — 13361. В окрузі було 9691 домогосподарство, 6969 родин, які мешкали в 11204 будинках.
Середній розмір родини становив 3,11.
Віковий розподіл населення поданий у таблиці:
| Стать    | До 15 років | 15-21 | 22-29 | 30-39 | 40-49 | 50-65 | 65-85 | Понад 85 |
| -------- | ----------- | ----- | ----- | ----- | ----- | ----- | ----- | -------- |
| Чоловіки | 2963        | 1316  | 1042  | 1602  | 1783  | 1961  | 1321  | 145      |
| Жінки    | 2951        | 1318  | 1166  | 1734  | 1954  | 2120  | 1771  | 347      |

## Суміжні округи
- Каддо — північ
- Ред-Ривер — схід
- Начітош — південний схід
- Сабін — південь
- Шелбі, Техас — південний захід
- Панола, Техас — захід

## Виноски
1. ↑  U.S. Decennial Census. United States Census Bureau. Архів оригіналу за 26 квітня 2015. Процитовано 27 серпня 2014.
2. ↑  Historical Census Browser. University of Virginia Library. Архів оригіналу за 11 серпня 2012. Процитовано 27 серпня 2014.
3. ↑  Population of Counties by Decennial Census: 1900 to 1990. United States Census Bureau. Архів оригіналу за 15 вересня 2014. Процитовано 27 серпня 2014.
4. ↑  Census 2000 PHC-T-4. Ranking Tables for Counties: 1990 and 2000 (PDF). United States Census Bureau. Архів оригіналу (PDF) за 18 грудня 2014. Процитовано 27 серпня 2014.
5. ↑  State & County QuickFacts. United States Census Bureau. Архів оригіналу за 6 червня 2011. Процитовано 9 серпня 2013.(англ.) Наведено за англійською вікіпедією.
6. ↑  American FactFinder. Бюро перепису населення США. Архів оригіналу за 21 травня 2008. Процитовано 31 січня 2008.

| США | Це незавершена стаття з географії США. Ви можете допомогти проєкту, виправивши або дописавши її. |